# متلازمة إيمانويل
متلازمة إيمانويل (بالإنجليزية Emanuel syndrome)، وتعرف أيضًا بمتلازمة مشتق الصبغي 22، اضطراب نادر يترافق مع عيوب خلقية متعددة، تشمل تخلفًا عقليًا تامًا وثآليل وتنقرات أمام الأذن وعيوبًا في المنطقة المخروطية الجذعية في القلب. تصيب المتلازمة نسل حاملي التبادل الكروموسومي البنيوي t(11;22)(q23;q11) بسبب حدوث تجمع كروموسومي في أثناء الانقسام المنصف ينتج عنه تثلث صبغي جزئي للكروموسومين 11 و22 بنسبة 3:1 من الأنماط الظاهرية.
أُطلق اسم متلازمة إيمانويل على التبادل غير المتوازن بين الكروموسومين 11 و22، ووُصفت المتلازمة للمرة الأولى عام 1980 من قبل الباحثين الطبيين الأمريكيين بيفرلي إس. إيمانويل وإلين إتش. زاكاي، وكذلك من قبل اتحاد العلماء الأوروبيين في نفس العام.

## العلامات والأعراض

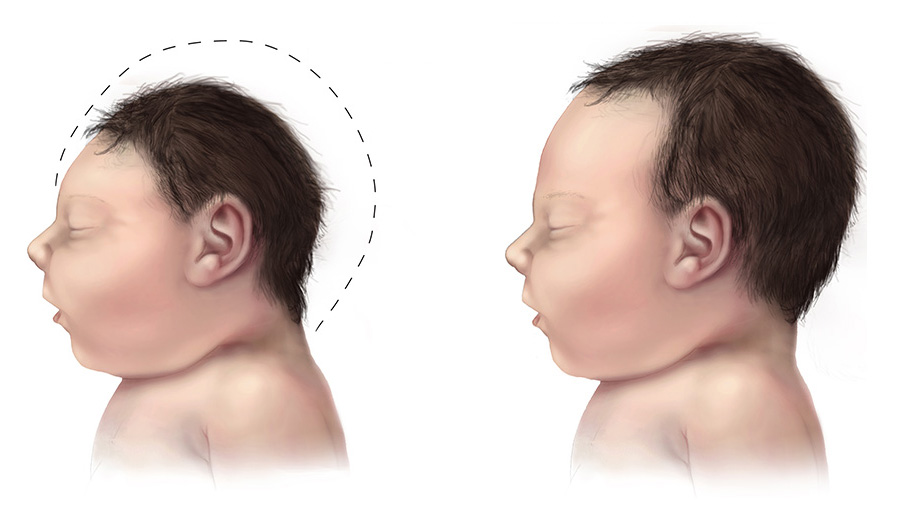
صغر الرأس

يعاني الرضع المصابون بمتلازمة إيمانويل من ضعف في مقوية العضلات (نقص توتر) وفشل في اكتساب الوزن والنمو وفق المعدل الطبيعي (فشل النمو). يتأخر تطورهم كثيرًا، وأغلبهم يعانون من تخلف عقلي يتراوح بين الشديد والتام. تشمل الميزات الأخرى للمتلازمة عادةً رأسًا صغيرًا (صغر الرأس) وملامح وجهيةً مميزةً وفكًا سفليًا صغيرًا (صغر الفك). تشيع أيضًا تشوهات الأذن إذ قد تظهر حفر صغيرة في الجلد أمام الأذنين (تنقرات أو جيوب أمام الأذن). يولد نصف الأطفال المصابين تقريبًا بفتحة في سقف الفم (حنك مشقوق) أو بزيادة تقوس الحنك. يعاني الذكور المصابون غالبًا من تشوهات تناسلية، وهناك علامات أخرى قد ترافق الحالة، منها العيوب القلبية وغياب الكليتين أو صغر حجمهما (نقص تنسج الكليتين)، وقد تكون هذه الاضطرابات مهددةً للحياة في مرحلتي الرضاعة أو الطفولة.

## الأسباب
متلازمة إيمانويل شذوذ صبغي موروث يسببه وجود مادة وراثية إضافية من الصبغيين 11 و22 في جميع الخلايا. يملك المصابون صبغيًا إضافيًا زيادةً على الصبغيات الستة والأربعين الأساسية (زيادة عددية)، ويتألف هذا الصبغي من قطعة من الصبغي 11 مرتبطة مع قطعة من الصبغي 22. يُعرف الصبغي الإضافي بمشتق الصبغي 22.

## الجينات
يرث المصاب بمتلازمة إيمانويل مشتق الكروموسوم 22 من أحد والديه الذي تغيب عنه الأعراض. تحمل خلايا الوالد إعادة ترتيب صبغي بين الكروموسومين 11 و22 يُدعى بالتبادل المتوازن. لا تخسر الخلية مادةً صبغيةً في النقل المتوازن ولا تكسبها، لذا لا تسبب هذه التبدلات اضطرابات صحيةً. قد يتحول هذا التبدل الصبغي إلى تبادل غير متوازن عند تمريره إلى الجيل التالي. يرث مرضى متلازمة إيمانويل تبادلًا صبغيًا غير متوازن بين الكروموسومين 11 و22 يظهر بشكل مشتق الصبغي 22. يملك هؤلاء الأفراد نسختين طبيعيتين من الكروموسوم 11 ونسختين طبيعيتين من الكروموسوم 22 ومادة جينية إضافية تشكل مشتق الكروموسوم 22. إن وجود كروموسوم إضافي يعني أن المصابين يحملون ثلاث نسخ من بعض الجينات في كل خلية بدلًا من وجود نسختين كما في الحالة الطبيعية. تعيق المادة الجينية الزائدة مسير التطور الطبيعي مسببةً تخلفًا عقليًا وعيوبًا ولاديةً. يعمل الباحثون على تحديد الجينات الموجودة على مشتق الصبغي 22 وكشف دورها في التطور.

## التشخيص
يمكن تشخيص متلازمة إيمانويل عبر التنميط النووي أو التهجين الموضعي المتألق أو اختبار الشريحة الوراثية (تحليل الاصطفاف الدقيق للصبغيات).

## العلاج
لا يوجد علاج لمتلازمة إيمانويل، لكن يمكن علاج أعراضها. قد يكون تقييم أجهزة المريض، مثل الجهاز القلبي الوعائي والهضمي والهيكلي والعصبي، ضروريًا لتحديد مدى الاعتلال وخيارات العلاج المتاحة.[بحاجة لمصدر]